# 佩通坦·欽那瓦
佩通坦·欽那瓦（皇家轉寫：Phaethongthan Chinnawat，發音：[pʰɛ̄ː.tʰɔ̄ːŋ.tʰāːn tɕʰīn.nā.wát]；1986年8月21日—），小名翁英（皇家轉寫：Ung-Ing），是泰國的政治家和商人。她是前泰國總理他信·欽那瓦的幼女、現任总理兼文化部长，身兼为泰党主席、为泰党參與和創新諮詢委員會主席、欽那瓦家族領袖。她是泰国史上最年轻的总理，不僅是继父亲他信·欽那瓦之后的“二代总理”，也是继姑姑英叻·钦那瓦之后泰国的第二位女性总理，以及欽那瓦家族第四位擔任總理的家庭成員。

## 經歷
佩通坦出生于曼谷，她陸續於聖若瑟修女學校、瑪德蒂學校、朱拉隆功大學政治學院政治學、社會學和人類學學士畢業，之後再取得英國薩里大學國際酒店管理碩士。
回國後成為SC Asset Corporation的第一大股東、泰國通信基金會（Thaicom Foundation）董事。截至2022年，她共持有21家公司的股份，总价值约为680亿泰铢（合20亿美元）。

### 從政
在2022年3月20日舉行的為泰黨會議上，佩通坦被选为「為泰黨家族领袖」。 2022年4月，在為泰黨年度大會上表示她希望看到泰國政權的改變，並希望在競選國家總理之前獲得更多的經驗。
2023年3月，軍政府的泰國總理帕拉育宣佈解散泰國眾議院並取得泰國王室公告同意後，泰國選舉委員會宣布2023年泰國國會選舉將在5月14日舉行，佩通坦成為下一屆泰國總理候選人之一。
2024年8月14日，为泰党籍总理赛塔·他威信被泰国宪法法院解除总理职位。據報為泰黨本來欲推舉前司法部長猜卡森·尼迪西里為接替賽塔的總理人選，但考慮到他年事已高所帶來的健康問題，以及他先前曾在一宗與戴克辛有關的貪汙案中指示檢察官不要起訴戴克辛的律師，若是他當上總理恐怕會遭遇與賽塔一樣的命運，最終於8月15日提名佩通坦為总理候选人。佩通坦於8月16日的投票中以319票贊成、145票反對當選，成為泰國第31任總理，並以37歲之齡成為泰國史上最年輕的總理、第二位女性總理以及欽那瓦家族的第四位總理。

## 總理任內
2024年9月6日，佩通坦率領內閣向泰王玛哈·哇集拉隆功宣誓就職。
2024年9月13日，佩通坦內閣發表任內首份施政報告，宣佈20項以發展經濟為核心的新政策，包括10項緊急和10項中長期政策。10項緊急政策包括調整債務結構、保護中小企免受外部競爭，特別是來自外國線上平台的不公平競爭、降低能源和公共事業費用、將未納稅經濟和地下經濟納入稅收體系、推動數碼銀包項目落實以及加強旅遊推廣等；中長期政策包括推動軟實力發展，助力泰國草藥行業發展、推動大型交通基礎設施項目及改革稅收結構等。

### 内政政策

#### 数字钱包
佩通坦政府推进落实1万泰铢数字钱包计划。在为泰党参选之初，原本承诺在当选后为全体16岁以上国民一次性发放津贴，以刺激全民消费。然而，佩通坦上台后迟迟未能践行津贴承诺，亦在资金来源、落实和经济必要性等层面招致批评，也有重大调整和修改。最初的5000亿泰铢津贴计划通过特别贷款法案出资发放，但因法律合规问题而流产。佩通坦政府继而推进通过财政预算为津贴项目出资，但设置了较苛刻的资格限制，高收入群体被排除在外。
2024年9月，推行第一阶段发放，1450万人领取了1万泰铢的津贴，其中包括持政府福利卡的民众及残疾人士。2025年1月至4月为第二阶段，津贴范围扩大至300万名60岁及以上的老年人士。2025年5月，政府宣布因全球经济前景恶化，将剩余的1570亿泰铢的津贴预算挪用至其他更重要的经济刺激项目，如基础设施建设和旅游业推广中。原计划中，向270万16岁至20岁的年轻人士发放津贴的计划，已处在无限期推迟状态。佩通坦还声称，推迟并非取消津贴，政府仍会视乎经济条件改善履行这一承诺。佩通坦的津贴项目是其任期内的一大核心施政主题，支持者相信这会有益于社会家庭福祉，但亦有经济学家强烈批评这一做法，认为其成本高昂，亦难以如预期般有效刺激经济发展。

#### 发展旅游业
佩通坦政府视旅游业为泰国经济的主要引擎，在政策制定和国际推广上有重要作用，因此着力提升泰国的国际形象，加强社会治安，保障游客安全，打造全年皆宜的旅游胜地形象，并努力吸引高净值游客消费。
佩通坦政府将2025年定为旅游体育年，设立一系列大型活动吸引游客，推出“点燃泰国”愿景（Ignite Thailand），力图将泰国打造成国际旅游及相关产业的中心地。2025年初，她亲自出席柏林国际旅游交易会（ITB Berlin）等各大国际旅游论坛，宣传“点燃泰国”愿景概念，提出在2025年吸引3900万游客，创造3.5亿泰铢收入的目标。截至6月初，该年内共有1500万游客到访泰国。但亦有分析称，由于国际经济发展放缓，区域竞争加剧，佩通坦的旅游业指标面临较大挑战。

#### 南部陆桥计划
佩通坦政府推动1万亿泰铢的泰南陆桥项目，计划在泰南修建一道90公里的运输走廊，打通印度洋和太平洋海域，在拉廊和春蓬建设深水港，修建高速公路和双轨铁路连通两地，成为马六甲海峡的陆上替代路线。佩通坦将之作为政府经济政策的基石项目，宣称此举因为可以将船运时长缩短数日，降低成本比例最多达15%，并产生28万个工作岗位，进而助长经济发展。这也是泰国历史上一大极具争议的超级工程。
佩通坦政府积极在各项展会场合宣传该项目，特别是在2025年2月访华期间，佩通坦强调这一项目已获得多家中国和中东企业，及亚洲基础设施投资银行的重点关注。

#### 赌场合法化
佩通坦任内推动赌场合法化经营，以建设国际旅游胜地、提升国家竞争力，吸引外资、刺激旅游业、制造就业岗位，并借此将泰国广泛存在的地下赌博业置于合法监管下，进而增进政府收入。她公开表示，赌场合法化不需要纳税人的资金就能带来可观的经济增长，因为赌场投资都将来自私有经济部门，每年有望带来120至400亿泰铢的税收收入。
2025年1月，泰国内阁原则通过《综合娱乐业务法案》，计划推进多个娱乐项目开发，包括五星级酒店、购物中心、演唱会场馆、主题公园等娱乐设施，并规定赌场的经营面积不得超过综合体建筑总面积的10%。
佩通坦政府的赌场合法化政策也招致民间批评和佛教界的反对，担心这一举措将助长赌瘾问题，将提升犯罪率，带来负面社会影响。有民间团体倡议就该问题举行公投。不过，佩通坦政府仍在继续推进娱乐项目计划，将之作为其长期经济战略的关键部分。

#### 限制大麻
2022年，巴育政府正式实施大麻合法化政策，这是泰自豪党政府着力推动的一大核心政策。2023年，为泰党推出反毒品纲领参选，反对以非医疗用途使用大麻。赛塔政府亦提出提案，限制吸食大麻。泰自豪党和为泰党的大麻政策立场因而存在分歧。
泰国政府最初希望通过推动大麻合法化，发展大麻种植业，通过其经济作物价值获利，但实际上助长了民间非法销售，市场饱和，舆论进而指责当局立法执法不力。2024年9月12日，泰国公共卫生部提出法案，规定仅限于在医疗和科研场合使用大麻，并建立大麻管制委员会实施行业监管，但该法案未获通过，佩通坦遂表示不再尝试改变大麻政策。
自泰国推行大麻合法化以来，自泰国向境外走私大麻的问题日渐严重，泰国公共卫生部统计称香港、印度、巴基斯坦、英国是主要的走私目的地。2025年5月22日，佩通坦政府宣布将筹备新法案，仅准许持处方者使用大麻。

### 外交政策
2025年2月，因中国演员王星在泰国失踪，而招致舆论乃至外交风波，佩通坦于是下令暂停向缅甸的五个边境地区供应电力、燃料和互联网服务，以打击跨国人口贩卖和网络诈骗。泰国向这些地区售卖电力的年收入估计达6亿泰铢（约1780万美元）。
2025年2月5日至8日，佩通坦正式访问中华人民共和国，会见中共中央总书记兼中国国家主席习近平，并赴哈尔滨市出席2025年亚洲冬季运动会开幕式。佩通坦表示将加强泰中两国在电动汽车、半导体和数据中心领域的合作。习近平就打击跨国网络诈骗事宜向佩通坦政府表达感谢。

### 泰柬边境冲突和录音风波
2025年5月28日，泰国军队同柬埔寨军队在两国边境发生短暂交火，致使一名柬埔寨士兵死亡。佩通坦立即指示外交部通过官方渠道缓和紧张局势，并公开重申泰国的领土主张，向公众保证政府将与军方持续磋商，强调泰国致力于维护地区和平，但亦时刻准备保卫其公民的安全。佩通坦在国会演讲，宣称“我们绝不放弃一寸国土，但亦不会因误解而投入战争”。她还亲访边境地区，展现其支持姿态，并一再重申和平立场，而与之相反，一些军方人物持续发声，展现相当强硬的态度。
2025年6月15日，佩通坦和柬埔寨政治强人、前首相、现任参议院议长洪森以私人身份通话。佩通坦意图借助钦那瓦家族同洪森的非正式关系传递积极信号，努力缓和局势。然而在6月18日，佩通坦和洪森一段时长9分钟的通话录音遭到外泄。洪森承认自己有意录制了这一段音频，并将其转发给约八十名官员，他更是于稍晚时候在脸书账号上发布了全程对话音频，时长17分钟，以“避免误会和误读”。佩通坦亦承认此音频属实。
在通话录音中，佩通坦语气柔和，尊称洪森为“叔叔”，自称是“侄女”。佩通坦解释称这是为了建立相互信任的关系。她敦促洪森忽略“反对我们这一方”的言论，如作出过强硬表态的泰国第二军区司令官汶信（Boonsin Padklang），称他纯属是“想要耍酷”，其言行“不利于国家”，不代表她政府的官方立场。佩通坦称若洪森“有任何需要，尽管告诉我，我会处理好”。佩通坦的言论引发民众及政界的强烈不满，纷纷指责她损害国家尊严和军队士气，态度软弱，毫无政治经验。佩通坦亦表示，对这类指责声音感到失望。这一风波导致佩通坦政府遭受极大动荡，执政联盟中的第二大党泰自豪党宣布退出执政联盟，来自泰自豪党的内阁成员一致辞职。同时，泰国国内爆发示威，要求佩通坦下台。
佩通坦本人虽回应迅速，但仍难以控制舆论激荡。6月18日当日，佩通坦即召开新闻发布会承认录音属实，并辩称其言论是一种私人对话中的交流方式，是为了缓和紧张关系而专门采取的沟通策略。据报道，洪森对泰国部分将领的表态非常愤怒。佩通坦亦公开指责洪森辜负外交信任，暗示这一泄露是预先策划所为。由于双方的信任问题，她宣布今后不再同洪森继续私人沟通。同时，佩通坦也否认同军方存在任何立场分歧，辩称自己在录音中的言论遭到了误解，并已联系军方相关人物作了澄清。泰自豪党声明，佩通坦的言论有损国家声誉，让国家、国民和军队“丧失尊严”。该党退出执政联盟后，为泰党政府仅以微弱多数维持议会多数地位，面临倒台威胁。
2025年6月20日，泰国参议院议长蒙坤·素拉沙乍分别向國家反腐敗委員會和宪法法院提交弹劾总理佩通坦的请求。7月1日，宪法法院宣布受理佩通坦违宪案，佩通坦即时停职。与此同时，泰王哇集拉隆功批准佩通坦提交的新内阁成员任命，佩通坦兼任文化部长。同月泰两国爆发新一轮冲突，总理职务被暂停的佩通坦仍就局势公开发声，表示两国谈判时间已经结束，泰国军队已经做好充分准备。

### 争议
2025年1月，佩通坦透露称有骗徒伪造虚假语音，模仿某位国家领导人索取捐款，让她险些上当受骗。
2025年3月24日，泰国反对党领袖納塔蓬·能班亞武代表人民黨、人民國家力量黨等在野黨派，联合向佩通坦发起不信任动议，指责她只顾及钦那瓦家族的利益，而无力解决更重要的问题，是为其任內首次不信任動議。其後在26日的表決中，在執政黨聯盟大多數優勢下，以319票反對、超過160人同意、7票棄權被否決，佩通坦得以繼續擔任總理。
2025年5月28日，泰柬发生边境冲突，两国关系极度紧张。两国自2013年国际法院就柏威夏寺归属问题作出裁决之后，已多年维持稳定局面。舆论界更将巴育·占奥差执政时期同当下佩通坦政府相对比，称在巴育时期，柬军便不敢采取如此姿态，进而向佩通坦政府施压。

## 政治立场

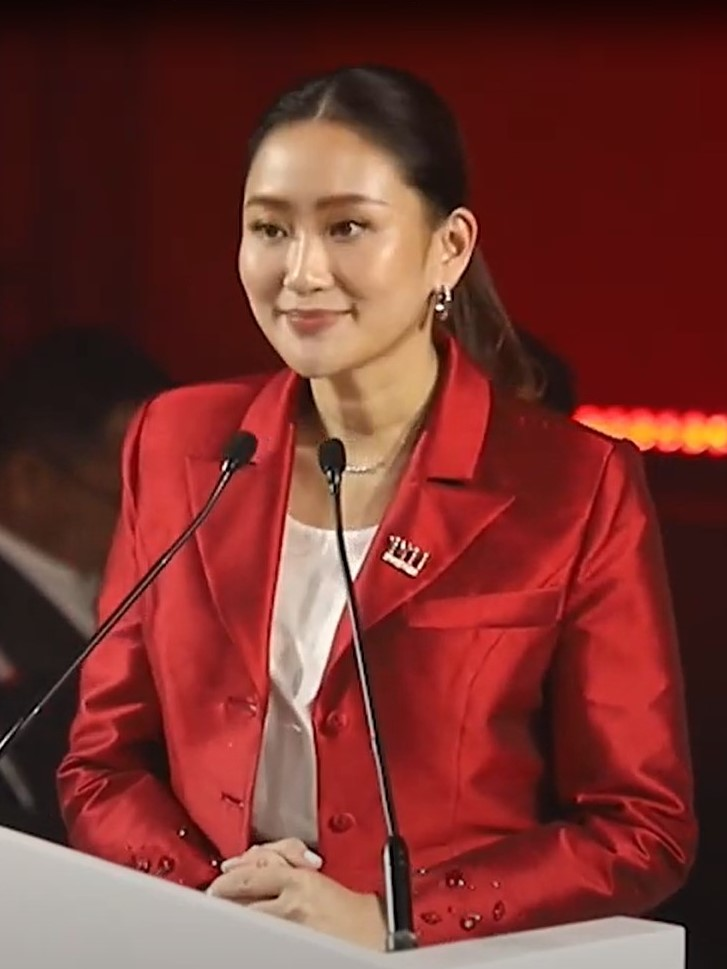
2023年，佩通坦当选为泰党领袖，发表演讲

### 社会议题
佩通坦在社会议题上持偏自由主义立场。她支持LGBT社群平权，于2023年同前進黨的披塔一同参加了曼谷骄傲游行。她支持修宪废除征兵制度。然而，她反对修改泰国的不敬法。同为泰党政策立场一致，佩通坦支持限制大麻使用，采取强硬手段遏制非法毒品问题。
尽管佩通坦代表为泰党承诺过不会與统一泰国建国党和人民國家力量黨等亲军方政党合作，但为泰党上台后的执政联盟仍然有亲军方党派参与，故招致批评。

### 经济议题
佩通坦在2023年受访时表示，她自认为是社会自由主义、资本主义者，执政将专注于民生问题，致力于改善经济。她支持“有同理心的资本主义”立场，主张逐步提高最低工资，并推行1万泰铢数字钱包计划。
2024年5月，佩通坦在为泰党内部活动期间向党员表示，规定泰国银行需独立于政府的法律条文是有问题的，对于政府施政解决经济弊病来说是严重阻碍。她以当时创十年来新高的2.5%利率举例，赛塔表态称这一高利率损害了小微企业的利益，国家经济面临危机，政府意欲挽救却遭限制。佩通坦批评泰国银行的货币政策“拒绝同政府相互理解合作”，阻碍政府采取措施控制高企的债务问题。

## 個人生活
她是前泰國總理他信·欽那瓦的幼女。佩通坦已婚並育有一對子女，丈夫名為比多·素沙瓦，曾任飛機師，现为仁德发展有限公司（Rende Development Co., Ltd.）副首席投资官，泰国通信基金会（Thaicom Foundation）董事会成员。二人於2019年3月結婚，婚禮在香港尖沙咀瑰麗酒店舉行。長女缇坦（Thitara Suksawat）在2021年1月10日出生。在2023年泰国众议院选举期間，她身懷六甲競選，於選舉日2023年5月14日兩週前再產下一子普他信（Phrutthasin Suksawat）。
2025年1月3日，泰國國家反腐敗委員會公佈佩通坦的財產申報，她的總資產高達139.9億泰銖，在英國倫敦以及日本北海道分別擁有兩處物業，還有217個奢侈品牌手袋、23輛汽車、75隻奢華手錶、豐富的珠寶收藏、以及167套設計師品牌服飾等。
佩通坦所控制的公司名下一处高尔夫球场的所有权存在争议。1997年，佩通坦的母亲寶乍文和内政部副常任秘书永育·威猜迪购得巴吞他尼府的阿尔卑斯高尔夫球场（Alpine Golf Course），但该土地原为寺产，于是当局取消了此前因寺产而吊销产权证的决策，促成此桩交易顺利完成。2012年，泰国国家反腐败委员会（NACC）裁定永育在该案中行为不端。2019年，永育因腐败行为而遭判处两年监禁。而目前，这座球场由寶乍文及其三位子女控制的两家公司所持有，其中包括佩通坦。
佩通坦的教育经历亦存在争议。2004年3月，佩通坦通过泰国全国大学入学考试，被顶尖学府朱拉隆功大学录取，然而据报道，她的高中GPA低于2.75，且第二轮考试成绩远高于第一轮，引发舆论讨论及官方调查。三个月后，时任教育部长阿迪塞（Adisai Bodharamik）发表声明称没有确凿证据表明试题泄露，但他下令处罚高等教育委员会秘书长沃拉德（Woradej Chandrasorn）、中央考试局长沙西通（Sasithorn Ahingsako），采取纪律处分及批评，理由是他们在考试期间参与了“提前拆封试卷”的行为。沃拉德随后宣布辞职，后于2005年8月就任教育部助理部长。

## 荣誉
- 泰國
  -  德雷古纳蓬勋章一等奖章（GMPh） – 2005年[95]

## 外部鏈接
- 佩通坦·欽那瓦的Instagram帳戶